# Gamla stan, Motala

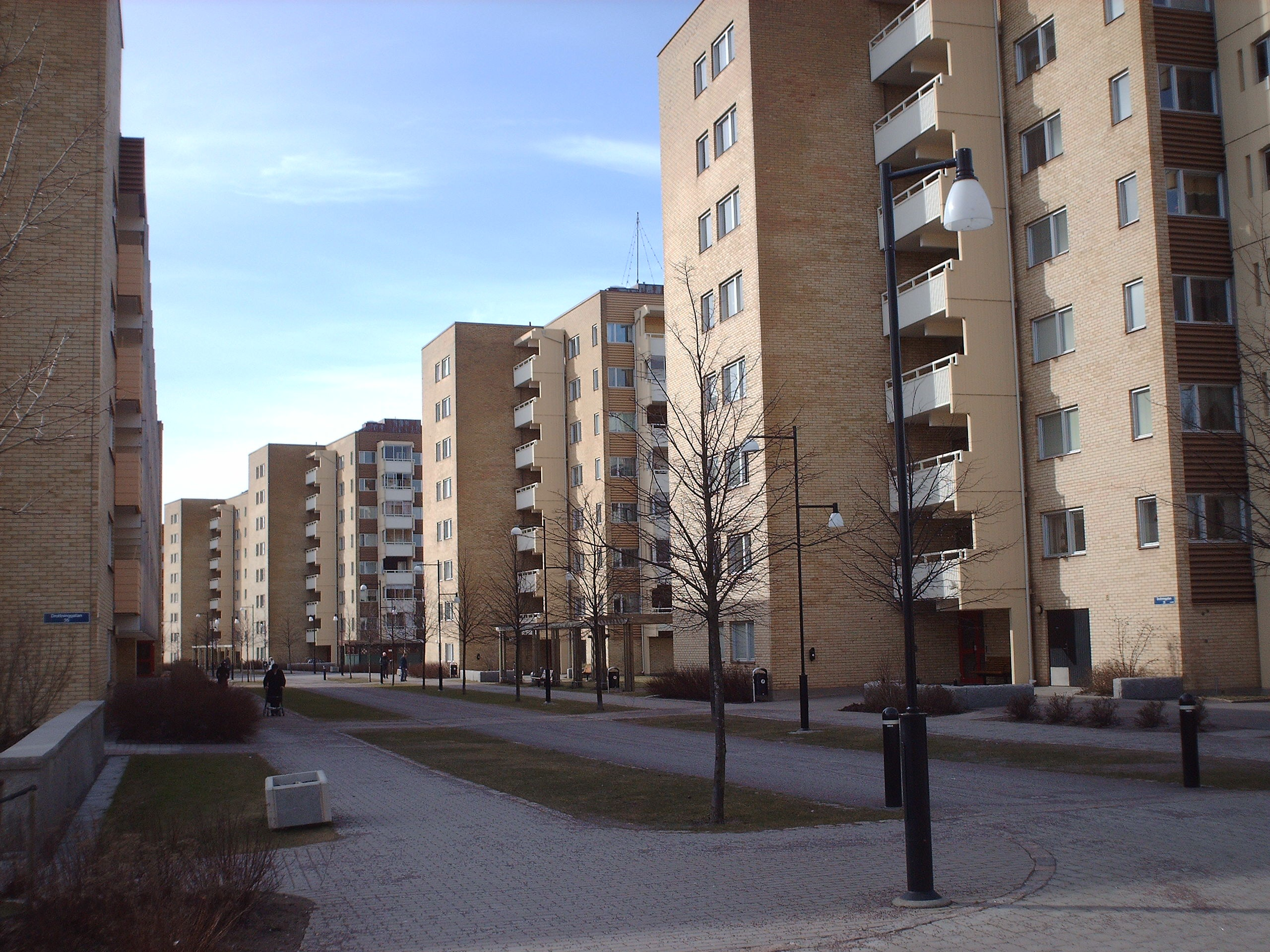
Hyreshusen i Gamla stan

Gamla stan är en stadsdel i centrala Motala, Östergötland. Området byggdes ut under första hälften av 1800-talet efter Baltzar von Platens originella stadsplan, godkänd av kung Karl XIV Johan. von Platens gatuplan kvarstår än idag. 
Den mesta äldre bebyggelsen i Gamla stan revs i mitten av 1900-talet för att ge plats åt då moderna hyreshus. Rivningen av stadsdelen påbörjades 1956 och efter några år var Gamla Stan en enda stor byggarbetsplats. Det nya bostadsområdet uppfördes 1971–1977 och var en del av Miljonprogrammet. Namnet Gamla stan lever dock kvar och kan för utomstående verka något förvirrat. 
Ett av de äldre husen i Gamla stan är den Dubergska gården, uppfört som stadens första flickskola, numera konstgalleri. Platsen där Jungfru Isberg bodde är utmärkt med en skulptur.